# Kees van Baaren
Kees van Baaren, właśc. Cornelis Leendert van Baaren (ur. 22 października 1906 w Enschede, zm. 2 września 1970 w Oegstgeest) – holenderski kompozytor.

## Życiorys
W latach 1924–1931 uczył się u Friedricha Ernsta Kocha w Staatliche Hochschule für Musik w Berlinie, następnie od 1931 do 1936 roku był uczniem Willema Pijpera w konserwatorium w Rotterdamie. Początkowo wykładał kompozycję i teorię muzyki w konserwatorium rotterdamskim, a następnie w Muzieklyceum w Amsterdamie, którego w latach 1948–1953 był dyrektorem. Później pełnił funkcję dyrektora konserwatorium w Utrechcie (1953–1957) oraz Koninklijk Conservatorium w Hadze (1957–1970).
Należał do czołowych przedstawicieli holenderskiej awangardy muzycznej. Był pierwszym holenderskim kompozytorem, który w latach 30. XX wieku zaczął posługiwać się techniką dodekafoniczną.

## Wybrane kompozycje
(na podstawie materiałów źródłowych)

### Utwory orkiestrowe
- Concertino na fortepian i orkiestrę (1934)
- Suita na orkiestrę szkolną (1951)
- Sinfonia (1957)
- Wariacje (1959)
- Koncert fortepianowy (1964)
- Musica (1966, zrewid. 1968)

### Utwory kameralne
- 2 kwartety smyczkowe (I 1933, II 1962)
- Trio na flet, klarnet i fortepian (1936)
- Septet na flet, obój, klarnet, fagot, róg, skrzypce i kontrabas (1952)
- Kwintet dęty (1963)
- Musica na flet  (1965)

### Utwory fortepianowe
- Sonatina in memoriam Willem Pijper (1948)

### Utwory organowe
- Musica (1969)

### Utwory carillonowe
- Musica na 72 carillony (1964)
- Musica na 47 carillonów (1964, zrewid. 1969)

### Utwory wokalno-instrumentalne
- The Hollow Men na chór i orkiestrę (1948)